# Telesforo de Monzón Ortiz de Urruela

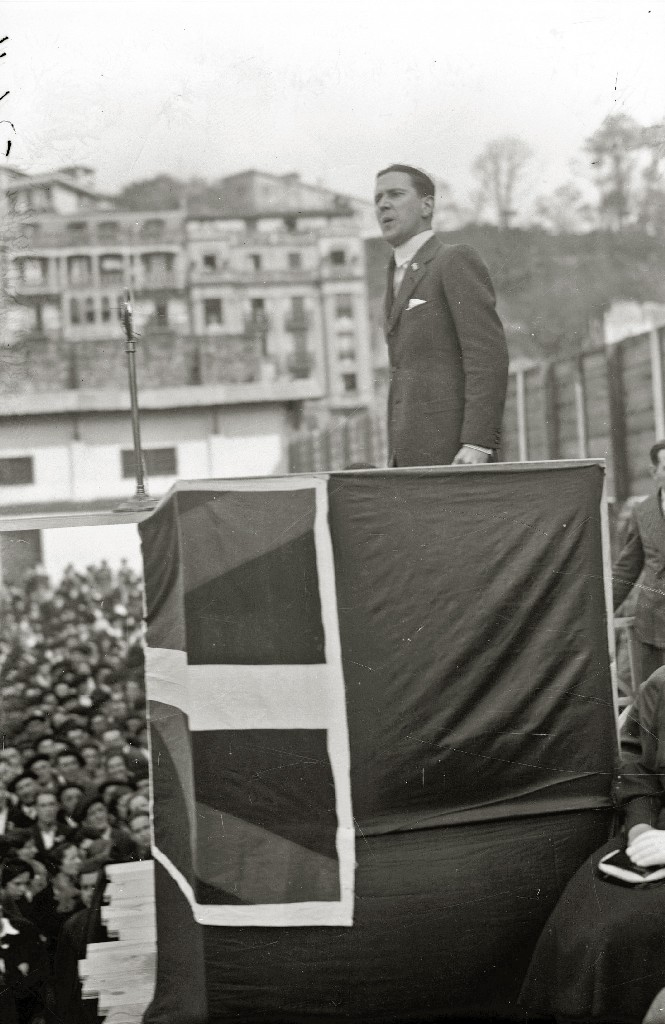
Telesforo Monzon a l'Aberri Eguna de 1933.

Telesforo de Monzón y Ortiz de Urruela (Bergara, 1 de desembre de 1904 - Baiona, 9 de març de 1981) fou un escriptor, polític i líder nacionalista basc.
Monzón va ser un històric dirigent del Partit Nacionalista Basc durant la Segona República i la Guerra Civil. Després de la contesa es va veure forçat a exiliar-se durant més de 40 anys. Al seu retorn a Euskadi es va convertir en una figura de referència del nacionalisme independentista i en un dels fundadors de la coalició Herri Batasuna.

## Infància i formació
Telesforo de Monzón va néixer a Bergara (Guipúscoa) en el si d'una rica família aristocràtica. El seu lloc de naixença va ser la Casa-Torre d'Olaso a Bergara, propietat de la seva família des del segle xvi. Va estudiar a Madrid la carrera de Dret però no va arribar a acabar-la. Es va formar en una tradició familiar carlista, i destacà en el nacionalisme basc. Va aprendre el basc, idioma que gairebé havia arribat a oblidar i es va afiliar al Partit Nacionalista Basc el 1930, quan es reunificà en vigílies de la Segona República.

## Segona República
Va ser escollit regidor del PNB a Bergara durant les eleccions municipals del 12 d'abril de 1931, que van desembocar en l'establiment de la Segona República Espanyola. A les files del PNB es va destacar durant aquest període com un brillant orador, tant en basc com en castellà. Va accedir el 1932 al càrrec de president del seu partit a Guipúscoa, i es va convertir en membre de l'executiva del PNB (Euskadi Buru Batzar) el 1933. A les eleccions generals espanyoles de 1933 va ser elegit diputat del Congrés en representació de Guipúscoa. Va romandre en aquest càrrec durant el bienni radical-cedista, en el qual va governar la dreta, fins al gener de 1936.

## Guerra Civil
El 18 de juliol de 1936 es va produir el cop militar que va donar origen a la Guerra Civil espanyola. Quan el PNB va proclamar el seu suport a la legalitat republicana, va passar a formar part de la Junta de Defensa de Guipúscoa, de la qual va dimitir al poc en estar disconforme amb alguns afusellaments. Va ser un dels organitzadors de l'Exèrcit Basc (Euzko Gudarostea) al setembre del mateix any, que s'acabaria per convertir en l'Exèrcit regular del Govern Autònom Basc.
Quan es va constituir el Govern d'Euzkadi, va ser nomenat Conseller de Governació i de Seguretat Ciutadana pel lehendakari José Antonio Aguirre. Des d'aquest càrrec va crear l'Ertzaina, que era un cos de policia motoritzada i diversos cossos d'Ordre Públic, que es van encarregar de mantenir l'ordre en la zona republicana del País Basc durant la guerra. Aquests cossos de policia es consideren el principal antecedent històric de l'actual Ertzaintza (Policia Autònoma Basca). Monzón va evitar des d'aquest càrrec que es prenguessin represàlies polítiques a la zona, encara que no va poder impedir l'assalt a la presó de Bilbao el 4 de gener de 1937, que es va produir després d'un bombardeig franquista i que es va saldar amb la matança de desenes de presoners. Aquest greu incident va posar el seu paper en dubte des de certs àmbits del seu partit, però Aguirre, que el tenia com un dels seus homes de confiança, el va confirmar en el càrrec.
El seu departament va gestionar també la restitució democràtica dels ajuntaments, una vegada dissoltes les respectives Juntes Locals de Defensa, la creació de comissions gestores de les diputacions o la revisió de confiscacions. Monzón va impulsar així mateix des del seu departament la supervisió dels danys causats pels bombardejos de l'aviació franquista i va organitzar la defensa del país. Va ser un dels testimonis dels danys causats pel Bombardeig de Guernica. Una vegada ocupada Euskadi pels franquistes, va fugir juntament amb José Antonio Aguirre des de Santander el 23 d'agost de 1937 a França.

## Exili
Després de la fugida a França va romandre en aquest país fins a 1939, i va ajudar els refugiats i presoners bascos. Amb l'ocupació alemanya de França fugí a través de Marsella fins a Mèxic, on va residir fins al final de la Segona Guerra Mundial. El 1946 va tornar amb la resta dels membres del Govern Basc a França, establint-se a París. Romandria en el seu lloc del Govern Basc en l'exili fins a 1952, quan va dimitir, disconforme amb la política d'aliances del seu partit. A partir d'aquest moment es distanciaria del seu partit, encara que mai va deixar de militar en el PNB i de considerar-se jelkide. Es va establir a Iparralde, a Donibane Lohitzune, on posseïa la finca Meandre Berri. A pesar del distanciament amb el seu partit, mai va trencar del tot amb aquest, ni amb el seu amic, el lehendakari Aguirre. Quan Aguirre va morir el 1960, la capella ardent d'aquest es va instal·lar a la casa que posseïa Telesforo Monzón a Donibane Lohitzune.

## Monzón escriptor
L'obra literària de Monzón, realitzada en basc, va començar a gestar-se durant el seu exili sota el seu pseudònim d'Olaso. Les seves primeres obres foren poesies; la primera obra la va publicar a Mèxic el 1945 i es va titular Urrundik (Des de lluny). El 1947 va publicar després del seu retorn a França Gudarien Eginak (Els deures del soldat), la seva obra més coneguda. En els anys cinquanta i seixanta es va decantar pel teatre, escrivint comèdies d'intriga que es desenvolupaven en el mitjà rural. El 1966 va ingressar a la Reial Acadèmia de la Llengua Basca (Euskaltzaindia). No obstant això, pel que és més recordat Monzón és per les seves cançons de lluita. Monzón va compondre diverses cançons de caràcter polític i nacionalista (adaptant melodies conegudes), que es van fer molt populars al País Basc durant la Transició, cançons com Ixiarren Semea, Batasuna, Lepoan Hartu eta Segi Aurrera o Bai Euskarari que eren interpretades pel duet iparraldetarra Pantxoa eta Peio.

## Anai Arteai la seva relació amb ETA
Durant els anys seixanta, Monzón veia com començava a arribar a Iparralde una nova onada d'exiliats polítics bascos, vinculats amb l'activitat d'una nova organització: Euskadi Ta Askatasuna (ETA). Simpatitzant amb aquest moviment, al que considerava continuador de la labor de l'Euzko Gudarostea de la Guerra Civil, i cada vegada més atret per ell, va fundar el 1969 l'associació Anai Artea (Entre germans), de la qual va ser elegit president, amb l'objectiu d'acollir als refugiats bascos d'Iparralde. Quan ETA va segrestar el 1970 al cònsol alemany (occidental) a Bilbao, Eugen Beihl, acció que va donar a l'organització terrorista repercussió internacional, Monzón i la seva associació van exercir amb èxit com mitjancers del segrest.
Durant la dècada dels setanta, Monzón es va declarar públicament partidari de la lluita armada d'ETA (es declarava etista segons les seves pròpies paraules) i partidari de la creació d'un ampli Front Nacional basc, que aglutinés des del PNB fins a l'esquerra abertzale. La seva figura va començar a convertir-se en molt popular entre l'esquerra abertzale, mentre que el seu partit, el PNB, va començar a veure'l amb gran desconfiança i fins i tot el va cridar a l'ordre.
Molts consideren que, durant aquests anys, Monzón i la seva associació van brindar suport logístic a ETA al País Basc del Nord. El diari El Mundo va publicar una notícia el 2005, segons la qual diverses persones desaparegudes a Iparralde durant els anys setanta, i suposadament assassinades per ETA, estarien enterrades en una finca que havia estat propietat de Monzón en aquella època, encara que aquesta informació no parlava que necessàriament Monzón n'hagués estat al corrent. Segons aquesta informació, les víctimes serien Eduardo Moreno Bergaretxe i tres joves gallecs als quals ETA va confondre amb guàrdies civils. De moment no han aparegut aquests cadàvers.
A pesar que Francisco Franco va morir al novembre de 1975, Monzón no va ser autoritzat per les autoritats espanyoles a tornar a Espanya fins al 14 de juliol de 1977, un mes després de celebrar-se les primeres eleccions democràtiques a l'Estat.

## Fundador d'Herri Batasuna
Des del seu retorn a Espanya a l'estiu de 1977 i durant la Legislatura Constituent (1977-1979), es va convertir en l'aglutinant d'un moviment polític que s'aniria gestant entorn de la seva figura i el suport a l'activitat d'ETA (militar) i l'Alternativa KAS. L'agost de 1977 es va constituir la Taula d'Alsasua, a iniciativa seva, amb la finalitat d'organitzar a diversos grups entorn de l'Alternativa KAS. Com a conseqüència d'aquestes reunions, es va fundar Herri Batasuna a Alsasua (Navarra) el 1978 com una coalició electoral entre Acció Nacionalista Basca (ANV), Euskal Sozialista Biltzarrea (Assemblea Socialista Basca, ESB), Herriko Alderdi Sozialista Iraultzailea (Partit Socialista Revolucionari Popular, HASI) i Langile Abertzaleen Iraultzarako Alderdia (Partit Revolucionari dels Treballadors Patriotes, LAIA). Dintre del mateix moviment se situaven les Gestoras Pro Amnistía, el sindicat LAB, les seves joventuts Jarrai (després Haika i Segi) i altres grups. Telesforo de Monzón es va situar al capdavant de la coalició com a personalitat independent.
En les primeres eleccions generals espanyoles de 1979, la coalició va obtenir 170.000 vots, un 13% dels emesos al País Basc. Monzón va ser triat diputat al Congrés per la circumscripció de Guipúscoa, tal com havia ocorregut 46 anys abans; encara que llavors es va presentar a les files del PNB. No obstant això, ja era un ancià de 74 anys, i l'activitat política d'aquests anys va fer que la seva salut acabés ressentint-se. Durant la campanya electoral de 1979 va ser detingut en un tancament en favor de l'amnistia i tancat en la presó de Nanclares de la Oca. Estant pres en la presó va emmalaltir i va haver de ser hospitalitzat. En ser elegit diputat, va obtenir immunitat i va ser excarcerat, però la Taula Nacional d'Herri Batasuna va decidir que Monzón, pel seu delicat estat de salut, no acudís al Congrés. El desembre de 1979 va ser jutjat juntament amb Francisco Letamendia pel delicte d'apologia del terrorisme. A les eleccions al Parlament Basc de 1980 va ser escollit parlamentari basc en les primeres eleccions autonòmiques del País Basc en la candidatura d'Herri Batasuna, pel que va dimitir el 17 de març de 1980 del seu càrrec com a diputat en el Congrés, que va passar a ocupar Antonio Ibarguren.
A pesar de la seva elecció, tampoc va acudir al Parlament Basc a causa del seu estat de salut. Va morir a Baiona el 9 de març de 1981, i fou enterrat a Bergara, la seva localitat natal.